# Novigrad Općina
Novigrad Općina är en stad i Kroatien.   Den ligger i länet Zadars län, i den södra delen av landet, 180 km söder om huvudstaden Zagreb. Antalet invånare är 2 368.